# Elsbeek (Hengelo)
De Elsbeek is een beek in Hengelo, Overijssel. De beek, die ook wel Drienerbeek wordt genoemd, stroomt vanaf het Sterrenbos ten westen van Vliegveld Twente door Groot Driene en Klein Driene naar de wijk Woolde. Vandaar gaat de beek samen met de Berflobeek verder als de Bornsebeek. Deze voert het water noordwaarts in de richting van Borne en Almelo.
Het waterschap Vechtstromen is samen met de gemeente Hengelo het project "Hengel'eau" gestart waarbij zowel de waterberging, de waterafvoer, de natuur als de zichtbaarheid van de Elsbeek verbeterd worden.